# Pfarrkirche Zeillern

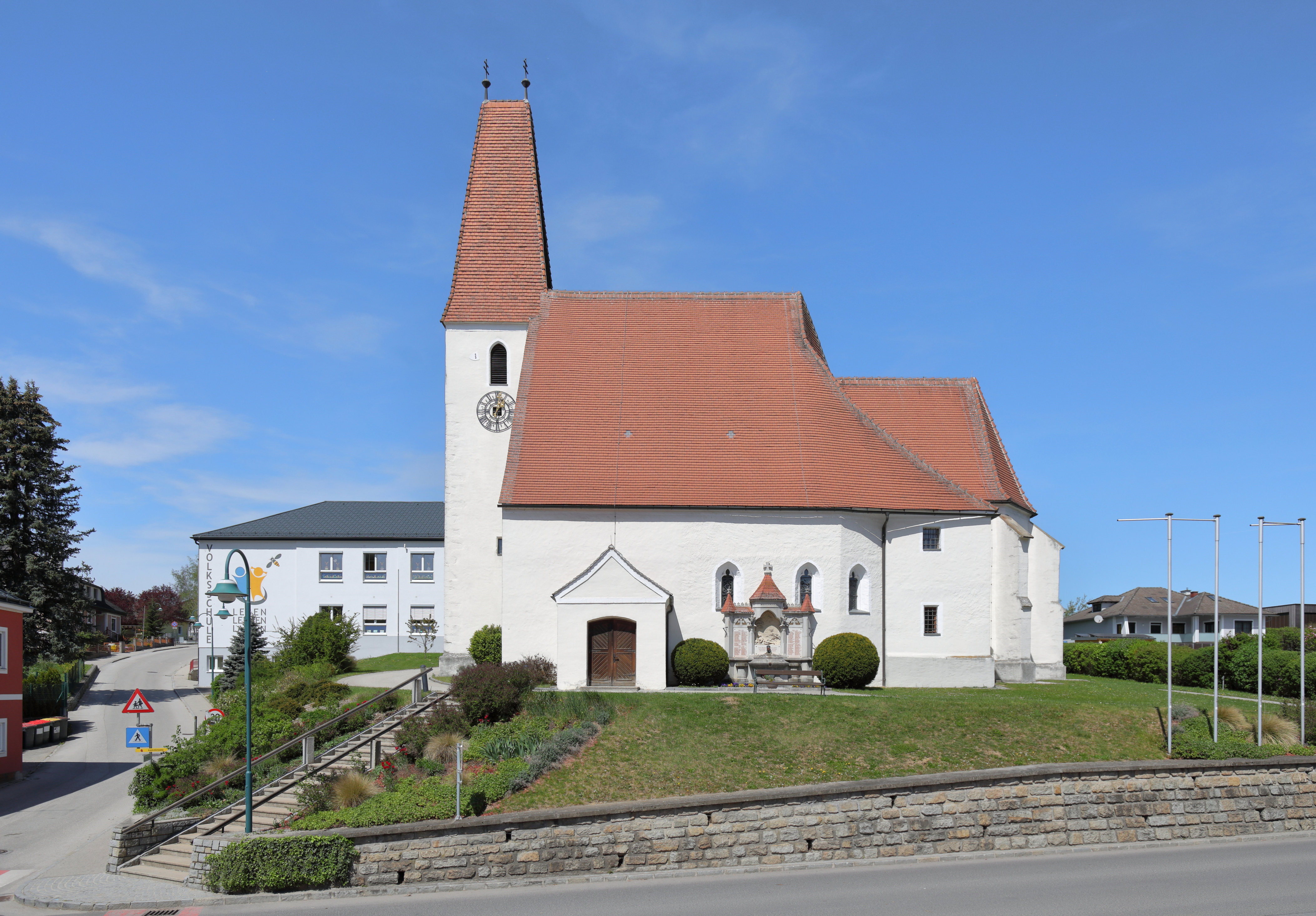
Katholische Pfarrkirche in Zeillern

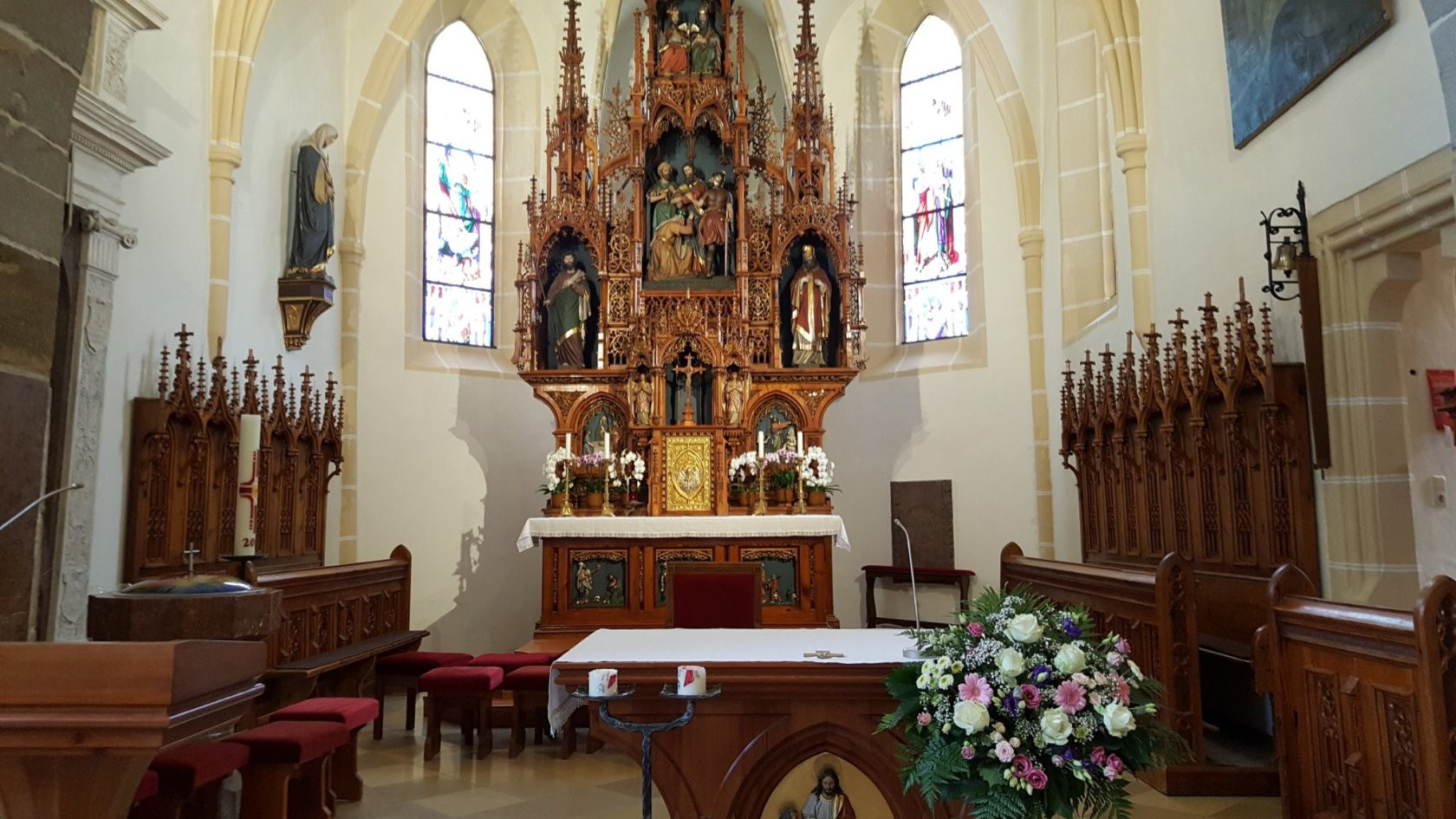
Altar und Chorgestühl der Pfarrkirche Zeillern

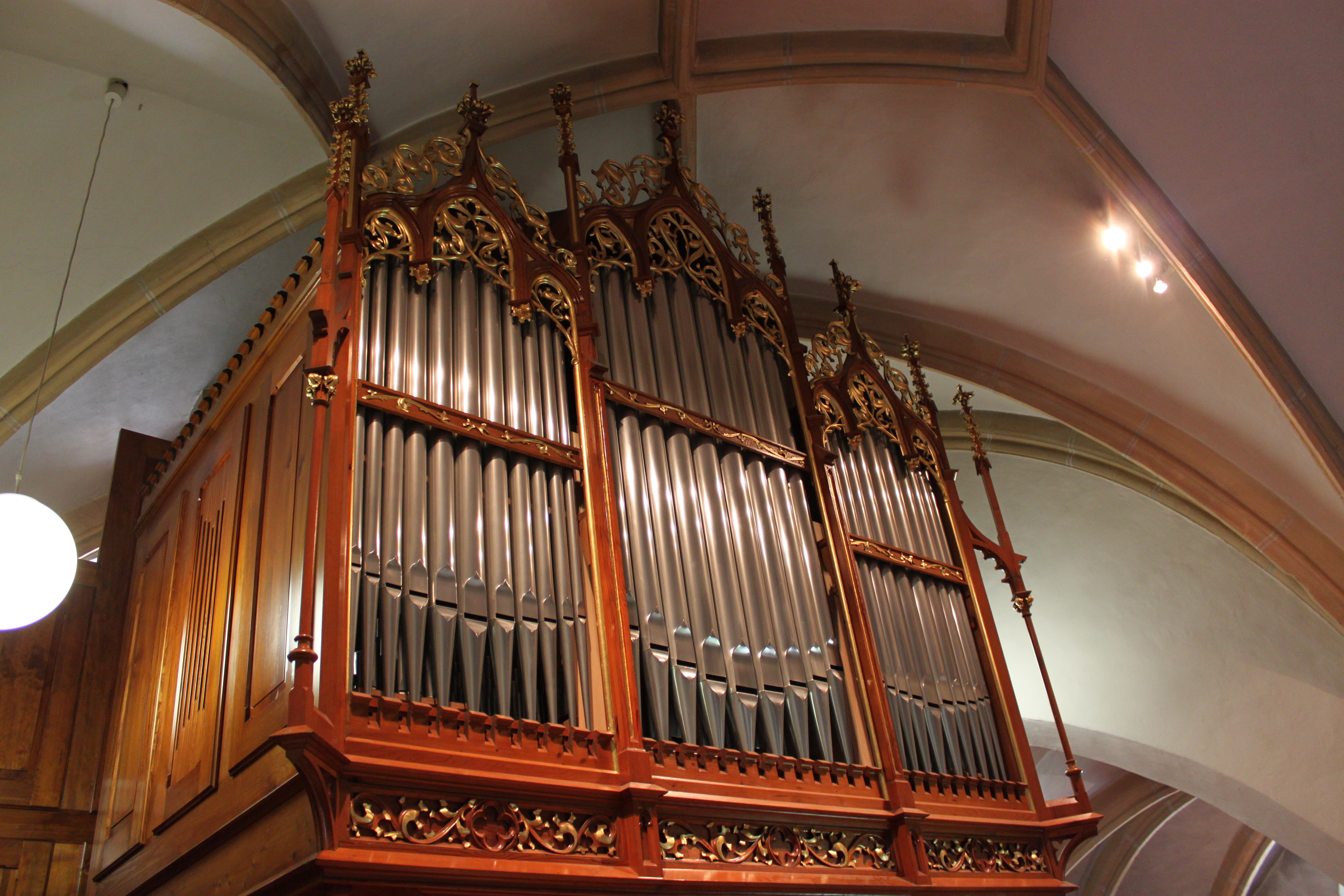
Orgel

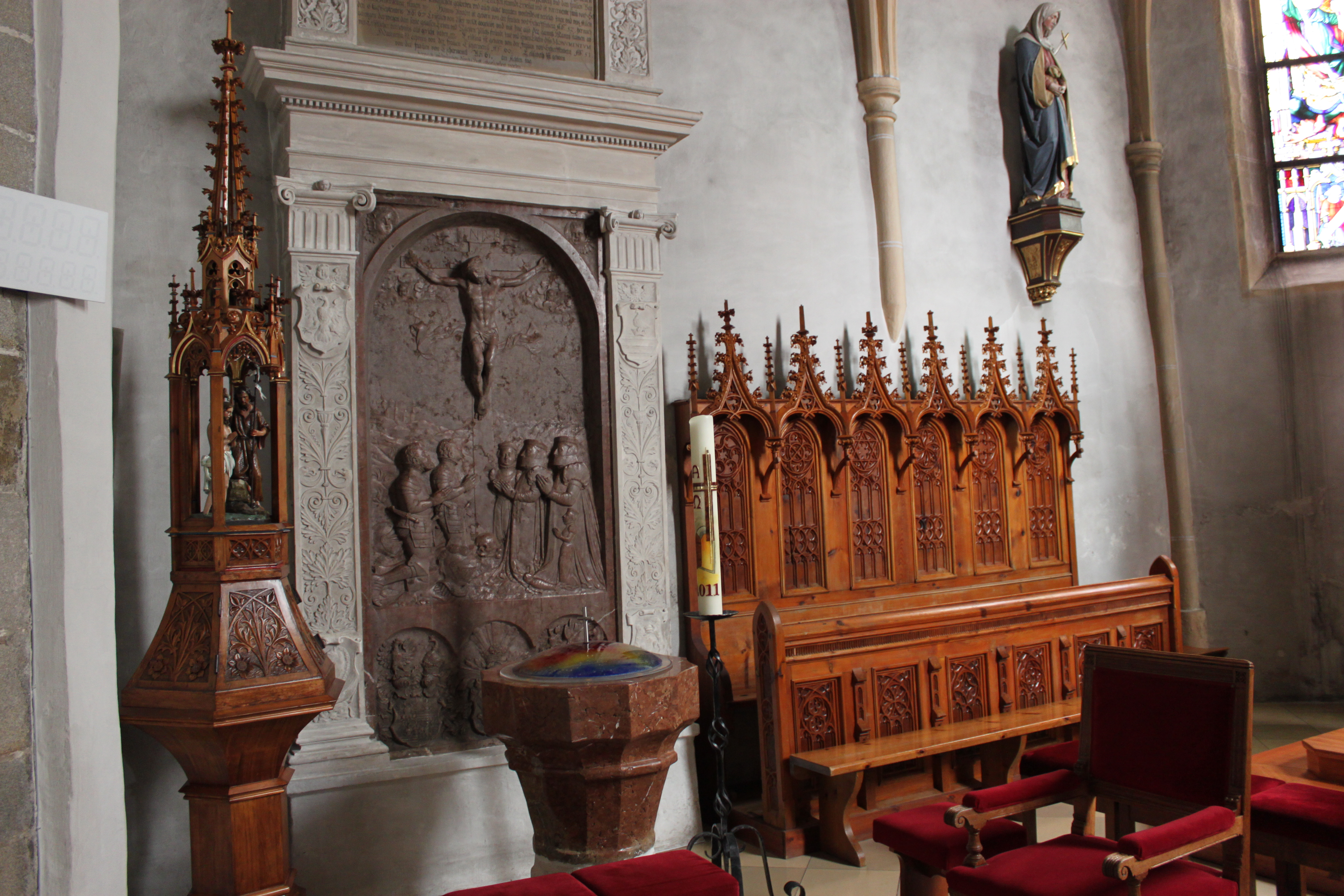
Grabplatte Cornelius Lappitz

Die Pfarrkirche Zeillern befindet sich in der Marktgemeinde Zeillern im Bezirk Amstetten in Niederösterreich. Die dem hl. Jakobus dem Älteren geweihte römisch-katholische Pfarrkirche gehört zum Dekanat Amstetten in der Diözese St. Pölten. Die Kirche steht unter Denkmalschutz (Listeneintrag).

## Geschichte
Die erstmalige Erwähnung von Zeillern erfolgt in einer Schenkungsurkunde Ludwigs des Deutschen an das Kloster Niederaltaich 863. Im Jahre 1140 überlässt der Passauer Bischof Reginbert von Hagenau dem Kapitel von Stift Ardagger die Pfarre Stephanshart mit ihrer Filiale Zidelaren. Aufgrund des weiten und beschwerlichen Weges des Vikares vom Stift nach Zeillern wurde mit dem Stiftskapitel und Pernhart von Sewsenegk (Seisenegg) in einer Urkunde 1462 bestimmt, dass der Vikar von nun an in einem Gebäude gegenüber der Kirche wohnen soll, um die Seelsorge der Pfarre besser wahrnehmen zu können. Der Umbau der Kirche in die heutige gotische Form erfolgte zwischen 1380 und 1460–1500. 1510 wurde eine große Glocke gegossen. Im 16. Jahrhundert wird die Pfarre, wie auch im Nachbarort Stephanshart, vorübergehend protestantisch. Ab 1784, nach der Auflösung von Stift Ardagger, wird die Pfarre dann eigenständig. Die letzte Innen- und Außenrenovierung der Pfarrkirche erfolgte 1992/93.

## Architektur
Die dreischiffige Kirche unter einem steilen Satteldach ist auf der Nordseite eine Staffelhalle und auf der Südseite eine Pseudobasilika. Der eingezogene Chor hat einen 5/8-Schluss. Der mittelalterliche Turm aus dem 14. Jahrhundert mit hohem Keildach ist im Westen dem Langhaus vorgestellt. Die zweigeschoßige spätgotische Sakristei ist im südlichen Chorwinkel angebaut. Die Kirche wird über eine kleine tonnengewölbte Vorhalle vor einem schlichten Steinportal aus dem 17. Jahrhundert betreten. Das dreischiffige Langhaus besteht im inneren aus einem Mittelschiff und zwei ungleichen Seitenschiffen und wird von vier Pfeilern getragen. Das Mittelschiff hat ein Rautennetzrippengewölbe aus dem 15. Jahrhundert auf Konsolen. Das linke Seitenschiff ist netzrippengewölbt mit Gurtrippen aus demselben Zeitraum. Die Kapelle aus der zweiten Hälfte des 14. Jahrhunderts mit 5/8 Schluss und Kreuzrippengewölbe mit Schlusssteinen wurde später zum rechten Seitenschiff mit Kreuzgrat- und Tonnengewölbe erweitert. Die zwei Glasfenster im Chor stellen den Erzengel Michael und den hl. Leopold dar und stammen aus dem Jahre 1896.

## Ausstattung
Die neugotische Einrichtung ist ab 1889 großteils von Josef Kepplinger entstanden. Der Hochaltar mit eingebautem Tabernakel und reichem Schleierschnitzwerk wurde 1896 ebenfalls in der Tischlerei Kepplinger gefertigt. Die Statuengruppe in der Mitte zeigt den hl. Jakobus den Älteren am Weg zur Hinrichtung. Flankiert wird diese Gruppe von den Statuen des hl. Josef und Adalbert. Darüber ist die hl. Dreifaltigkeit zu sehen.
Der linke Seitenaltar wurde von Josef Schmalzl 1901 geschaffen. Die Kanzel mit Evangelistenreliefs und der Statue des auferstandenen Christus stammt ebenfalls aus dem Jahre 1901.
Die in ein neugotisches Gehäuse gefasste Orgel von Johann Lachmayr aus 1906 wurde 2003 durch eine neue Orgel von Orgelbau Pieringer ersetzt, wobei das historische Gehäuse beibehalten wurde.
Im Chor befindet sich ein qualitätsvolles protestantisches Wandgrabmal mit der Darstellung des Cornelius Lappitz (gestorben 1562) mit Frauen und Kindern vor fast vollplastisch gearbeitetem Kruzifix.